# Malachiáš
Malachiáš, hebrejsky Malachi, znamená „můj posel“. Podle tradice Malachiáš žil po prorocích Ageovi a Zecharjášovi, byl současníkem Nehemjáše. Svou knihu zvanou podle něj kniha Malachiáš napsal pod inspirací v Jeruzalémě a její psaní dokončil cca v 5. století př. n. l. Kniha Malachiáš je poslední knihou tzv. malých proroků Starého zákona v Bibli.
Mezi atributy Malachiáše patří svitek, 3 ovce a anděl.
Svátek má 18. prosince.